# Харакс
Ха́ракс (др.-греч. Χάραξ, лат. Charax) — римский военный лагерь на мысе Ай-Тодор (приблизительно в 500 метрах от «Ласточкина гнезда»), крупнейшая (4,5 га) известная римская крепость в Крыму.
Не исключено, что название Харакс не является собственным, а лишь указывает на специфику поселения: древнегреческое слово χάραξ обозначает «обнесенное частоколом место, вал с частоколом, укреплённый лагерь». У Плиния Старшего в «Естественной истории» (IV, 85) приведено другое название крепости на южном берегу Таврики — Харакены (Characeni), которое больше нигде не встречается. Клавдий Птолемей даже указывает местоположение Харакса что в соответствующей привязке координат составляет 62º00, 46º50 (География, III, 6).
Является объектом культурного наследия федерального значения в России и национального на Украине.

## История
Харакс был возведён при императоре Веспасиане. После того как в 60-х годах н. э. римская армия под командованием легата провинции Нижняя Мёзия Плавтия Сильвана одержала победу над тавро-скифским войском, осадившим Херсонес, римляне фактически устанавливают протекторат над Херсонесом и вводят туда гарнизон. Тогда же возникает военный лагерь в бухте Сюмболон. Для контроля над южным побережьем Крыма, где в основном жили тавры, возводится крепость на мысе Ай-Тодор.

По-видимому, Харакс был основан силами Равеннской эскадры Мёзийского флота и вексилляции XI Клавдиева легиона. В правление императора Домициана римские войска были эвакуированы, и крепость осталась опустевшей. Однако следы римского присутствия вновь фиксируются в 120-х годах н. э. Крепость была восстановлена вексилляцией I Италийского легиона. Второй раз солдаты XI Клавдиева легиона оказались в Хараксе в конце II века. (Названия легионов были реконструированы благодаря клеймам на черепице, найденной при раскопках.) 

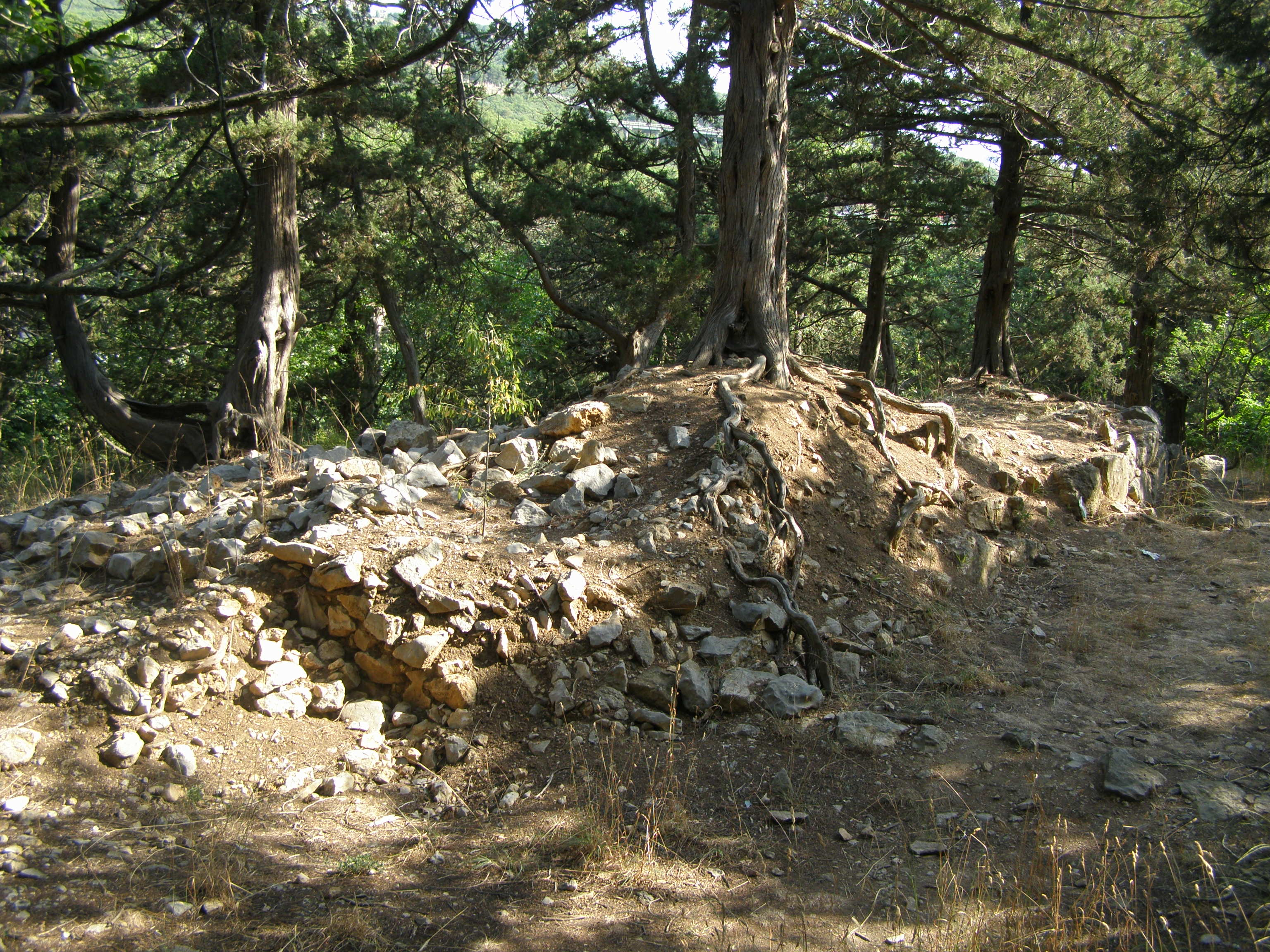
Руины крепости Харакс (предположительно часть верхней оборонительной стены)

Окончательно крепость была покинута в середине III века, вероятно в 244 году, в связи с концентрацией войск в Мёзии для подавления восстания. Перед уходом римляне разрушили водопровод и несколько важнейших зданий. Вскоре после этого крепость была занята готами, также там оставался рыболовецкий поселок, о чём свидетельствует некрополь IV века.

## Крепость
Харакс отличается от классического прямоугольного римского лагеря. Крепость расположена на холме и представляет собой два ряда стен с севера, с юга естественным укреплением является обрыв.
Первоначально внешняя стена атрибутировалась как циклопическое сооружение и предполагалось, что она сооружена таврами до прихода римлян. Это объясняется крупными размерами камней, использованных при возведении стены. Однако впоследствии в кладке был обнаружен известковый раствор, который был, безусловно, неизвестен таврам. (Тем не менее римское происхождение внешней крепостной стены отнюдь не отрицает того, что на этой части мыса Ай-Тодор могло находиться таврское поселение или укрепление.) В стене имелись трое ворот. Главные ворота вели на север и представляли собой возведенные рядом две башни. Другие двое ворот вели на северо-запад и северо-восток и были значительно меньше по размеру. В 1960-х годах внешняя крепостная стена была полностью разрушена.
Внутренняя крепостная стена возведена из бутового камня, единственные ворота вели к главным воротам внешней стены. Пространство между внешней и внутренней стеной (около 2 га) по большей части не было застроено и, по-видимому, предназначалось для разворачивания войск и укрытия населения во время обороны.

## Постройки в крепости
Около внутренней стены были найдены руины двух казарм. Кроме того, в крепости было несколько домов. Согласно выводам Ростовцева, гарнизон Харакса состоял из около 500 солдат.
На самой высокой точке холма был расположен маяк. В 1865 году на том же месте соорудили новый маяк, до сих пор исправно функционирующий, однако при строительстве были снесены остатки претория — квадратного здания с наружной колоннадой, в котором находился также алтарь Юпитера.
Кроме того, в крепости находились термы, состоявшие из комнаты для раздевания (apodysteria), бассейна с холодной водой (piscina) и жаркой бани (caldarium). Пол был выложен кирпичом, под полом пролегали глиняные трубы, по которым подавался горячий воздух для отапливания помещения. Пол был украшен мозаикой из гальки, а стены расписаны фресками. К термам прилегала палестра.
Недалеко от терм располагался нимфей, от которого сохранились только остатки бассейна размером 9×7,7 м и глубиной до 2,5 м. Для того чтобы вода не уходила из бассейна, его стенки были покрыты особым известковым раствором. О наличии нимфея говорит фрагмент плиты, обнаруженный Ростовцевым, с надписью [N]YMPH[AEVM]. Кроме того, найден мраморный барельеф, изображающий нимфу, прислонившуюся к дереву. В бассейн ведет каменная лестница, дно было украшено мозаикой в виде осьминога.
Вода в термы и нимфей поступала по водопроводу из источников на Ай-Петри, так как на мысе Ай-Тодор отсутствует пресная вода. Трубы для водопровода были изготовлены из глины римскими легионерами. Бассейн нимфея, по-видимому, использовался как резервуар для хранения питьевой воды.

Фракийский всадник, охотящийся на кабана

## Религия и население
В начале II века, после возвращения римской армии в Харакс, за пределами крепости, на перекрестке дороги, был построен пост бенефициариев для наблюдения за дорогой, в котором, вероятно, дежурил один или несколько солдат. В таких постах обычно находились и святилища, украшенные вотивными надписями и рельефами. Так, найдены посвятительные надписи Юпитеру Оптимусу — J[ovi] O[ptimo]. (Подобные рельефы были и в алтаре Юпитера внутри крепости.) Кроме того, обнаружены изображения Гермеса, Диониса, Гекаты и Митры.
Наибольший интерес представляют также найденные в Хараксе изображения так называемого фракийского всадника. Одно из них, которое сейчас хранится в ГМИИ им. А. С. Пушкина, имеет надпись: D(is) M(anibus) / L. F(urio) Seu(tho) / op(tioni) / [prae]f(ecti) coh(ortis) I T[hr(acum) — Богам манам. Луций Фурий Севт, оптион префекта (помощник командира) I Фракийской (когорты). Другое изображение, которое было случайно найдено в 1961 году и сейчас находится в Ялтинском историко-литературном музее, представляет собой мраморную плиту с рельефом фракийского всадника, охотящегося на кабана, и надписью: Claudius Rus / Aurelius Maxim.
К западу от крепости найдены остатки небольшого сооружения и фрагменты рельефов с изображением Артемиды Охотницы. По-видимому, это было святилище Артемиды, и, возможно, на этом месте прежде существовало святилище тавров. Артемида Охотница, Дионис (Сабазий), Гермес и Геката относятся к фракийскому пантеону.
Вышеперечисленные находки говорят о том, что при сохранении официального римского культа Юпитера среди гарнизона Харакса доминируют религиозные культы, перенесенные из Фракии и Мёзии: I Италийский и XI Клавдиев легионы во II—III веках базировались в Нижней Мёзии.

## Раскопки
Впервые остатки крепости были открыты и исследованы Петром Ивановичем Кеппеном. В 1837 году он опубликовал описание найденной им крепостной стены, длина которой, согласно его измерениям, равнялась 185 саженям, или 394 м. Кроме того, Кеппен обнаружил следы «прежних строений» внутри крепостной стены. Первые раскопки были проведены в 1849 году Кеппеном при поддержке графа Шувалова. Однако археологическое исследования было выполнено весьма непрофессионально и немногочисленные результаты так и не были опубликованы.
Регулярные раскопки в Хараксе начались в 1896 году, активное участие в них принимал великий князь Александр Михайлович — владелец имения и значительной территории на Ай-Тодоре. В 1901 году к экспедиции присоединился профессор Михаил Иванович Ростовцев, который отождествил развалины на мысе Ай-Тодор с римским укреплением Харакс. Раскопки завершились в 1911 году, за это время были обнаружены две крепостные стены с башнями и воротами, пост бенефициариев, святилище, резервуар для воды, жилые здания. Кроме того, были найдены различные объекты — римские бронзовые фибулы, обломки мраморной скульптуры, геммы, монеты, а также многочисленные керамические изделия. В 1907 году в Хараксе был открыт музей археологических находок.
Сообщение об археологических открытиях в Хараксе в газете «Новое время» от 23 ноября 1910 года:
На перекресткахъ дорогъ, в цѣляхъ безопасности передвиженій, находились особые посты, помѣщенія которыхъ соединялись со святилищами, куда могли заходить для молитвы и путешественники и окрестное население. Близъ Ай-Тодорскаго мыса раскопками открытъ подобный постъ и фракійское святилище съ алтаремъ; стены храма покрыты были каменными рельефными изображеніями. Встрѣчаются изображенія Артемиды, Діониса и распространенная композиція фракійскаго всадника. Относительно послѣдней любопытно, что изображенія этого всадника смѣшивались впослѣдствіи съ изображеніемъ св. Георгія Побѣдоносца и почитались многими христіанами. Передъ изображеніем зажигались лампады. Такимъ образомъ на Ай-Тодорѣ въ римское время господствовали фракійскія религiозныя вѣрованія, легко уживаясь съ культомъ офиціальной религіи Рима. На это указываетъ обнаруженный въ центрѣ Ай-Тодорской крѣпости алтарь Юпитера. Здѣсь, очевидно, была и канцелярія управленія дѣлами крѣпости, относится это ко времени императора Антонина (138—155 гг.). Кромѣ надписей и рельефовъ, на Ай-Тодорѣ обнаруженъ рядъ улицъ и дорогъ укрепленія, ворота, стены, бани, приспособленія водоснабженія города и другія постройки.
Дальнейшие исследования проводились в 1931, 1932 и 1935 годах экспедицией под руководством Владимира Дмитриевича Блаватского. В раскопках принимала участие И. Б. Зеест. Во время раскопок были обнаружены и исследованы термы и акведук, а также некрополь. Кроме того, Блаватский сделал несколько важных выводов об истории Харакса. Результаты предшествующих и собственных исследований он изложил в работе «Харакс». 
Исследования в Хараксе проводятся до сих пор.